# 1577 год в науке
В 1577 году произошли различные научные и технологические события, некоторые из которых представлены ниже.

## События

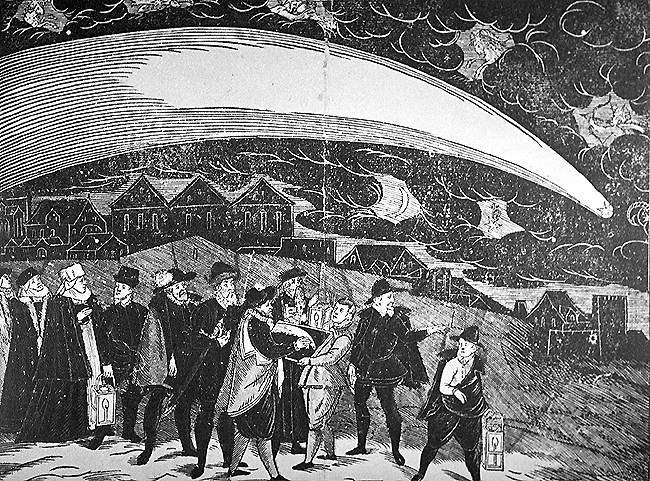
«Страшную и дивную комету» 1577 года с тревогой рассматривают жители Праги

- Завершено строительство крупнейшей Константинопольской обсерватории Такиюддина. Обсерватория просуществовала всего три года и была снесена по требованию мусульманского духовенства, поскольку использовалась (по повелению султана Мурада III) также для астрологических предсказаний[1].
- Тихо Браге приступил к работе в Ураниборге и 20 лет проводил систематические точные наблюдения за небесными светилами[2]. В частности, из наблюдений за Большой кометой 1777 года он сделал правильный вывод, что кометы движутся за пределами земной атмосферы, по крайней мере втрое дальше, чем Луна (даже Галилей думал иначе)[3].
- Начало кругосветного плавания Френсиса Дрейка, второго после плавания Магеллана.

## Публикации
- Гвидобальдо дель Монте: «Mechanicorum Liber».
- Жан Фернель: «Febrium curandarum methodus generalis» (посмертно).

## Родились
См. также: Категория:Родившиеся в 1577 году'
- 25 апреля — Бенедетто Кастелли, итальянский физик и математик, друг и ученик Галилея, учитель Торричелли и Кавальери (умер в 1644 году).
- 12 июня — Пауль Гульдин, швейцарский математик и астроном (умер в 1643 году).

## Скончались

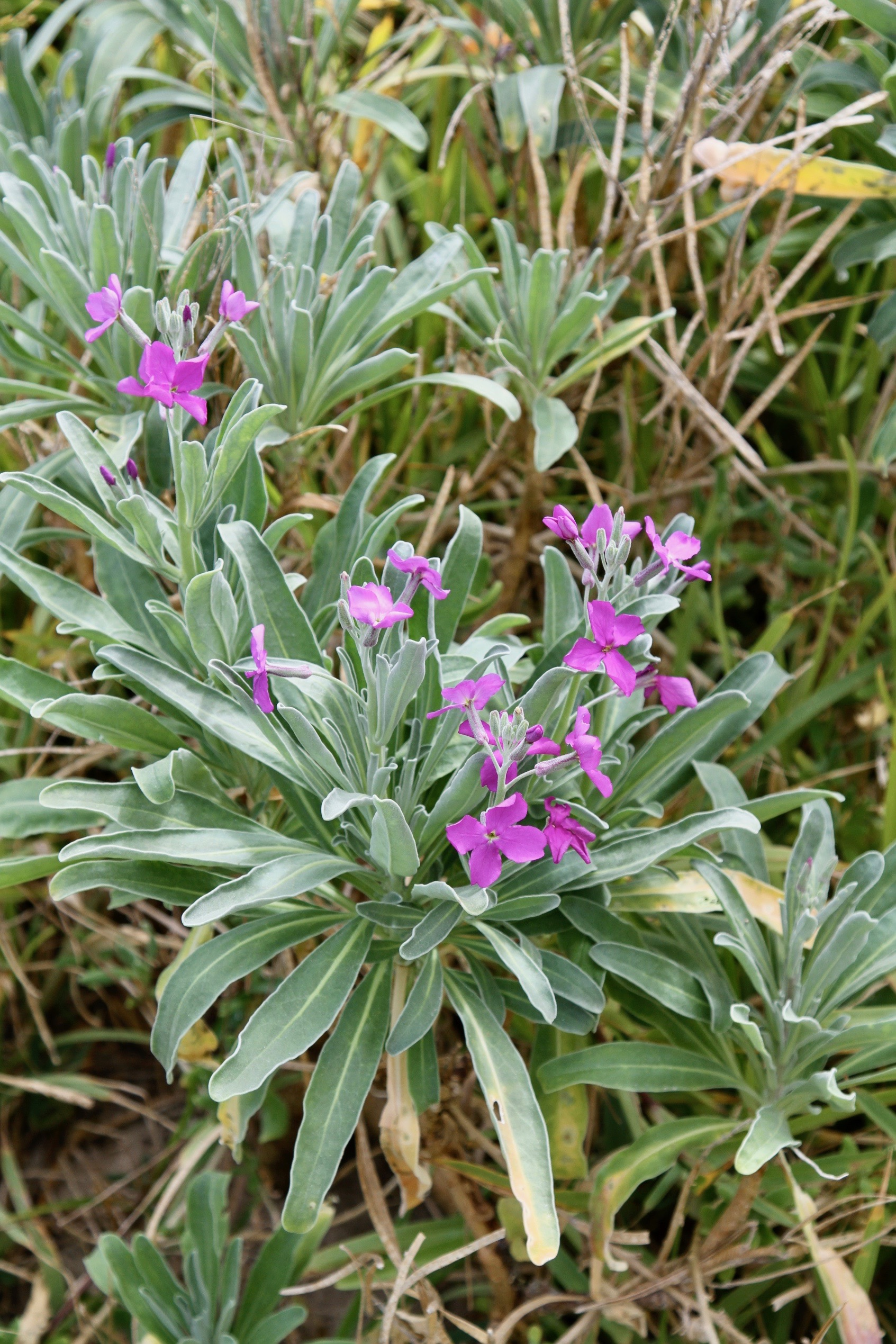
Левкой

См. также: Категория:Умершие в 1577 году
- Пьетро Андреа Маттиоли, итальянский ботаник и врач, именем которого назван род цветковых растений Matthiola (левкой)[4] (род. в 1501 году),